# Naitamba Island
Naitamba Island är en ö i Fiji.   Den ligger i divisionen Östra divisionen, i den västra delen av landet, 270 km väster om huvudstaden Suva. Arean är 7,6 kvadratkilometer.
Terrängen på Naitamba Island är platt. Öns högsta punkt är 173 meter över havet. Den sträcker sig 3,7 kilometer i nord-sydlig riktning, och 4,0 kilometer i öst-västlig riktning.